# 신영희 (1942년)

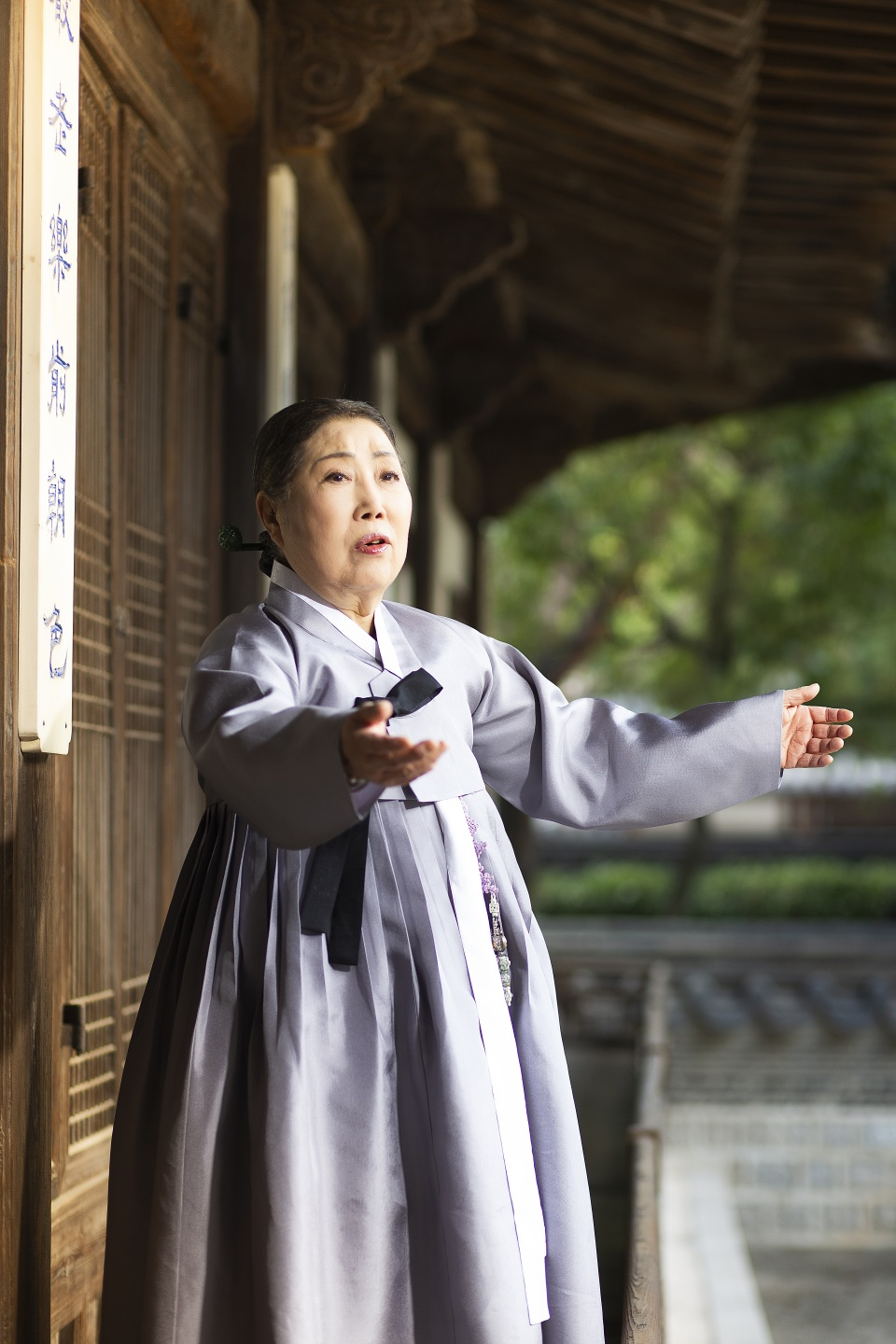
신영희 국창(2019년)

신영희(申英姬, SHIN Young Hee, 1942년 2월 6일 - )는 대한민국을 대표하는 국창(國唱)이자 국가무형유산 보유자(인간문화재)이다.
호는 계정(繼汀)이며 스승인 만정(晩汀) 김소희 선생의 뒤를 이어 2013년 국가무형문화재 제5호 판소리 ‘춘향가’ 보유자로 지정되었다.

## 개요
전라남도 진도군 출생으로 어릴 때 부친(신치선)으로부터 판소리를 익혔다. 이후 안기선 명창에게 적벽가, 춘향가를, 장월중선에게 춘향가와 유관순전을, 강도근에게 적벽가, 흥보가, 춘향가를, 김성곤에게 춘향가를, 김상룡에게 수궁가, 심청가를 20대 중반까지 배운 뒤 서울에 올라와 김소희 명창 문하에서 춘향가, 심청가, 흥보가 전바탕을 배웠다.
1970년대 중반에 국립창극단에서 활동하였으며, 1977년에 남원 춘향제 명창부에서 대상을 수상하였다. 그 후 1992년에 중요무형문화재 제5호 춘향가 전수교육조교로 지정되었고, 2013년에 김소희 명창의 뒤를 이어 국가무형문화재 제5호 판소리 ‘춘향가’ 예능 보유자로 지정되었다. 이주은(李朱恩, 1972- ), 조수황(趙秀晃, 1996- ), 한계명, 김백송, 한아름 등이 그의 제자이다.
1988년~1990년까지 KBS 《쇼 비디오 자키》에서 방영된 김한국, 김미화 주연의 인기 코메디 프로 ‘쓰리랑 부부’ 에 출연하여 판소리를 비롯한 국악의 대중화에 크게 이바지 하였으며, 현재 대중에게 가장 친숙한 국악인으로 손꼽히고 있다.

## 사사
- 故 신치선 선생께 판소리 사사.
- 故 안기선 선생께 판소리 사사.
- 故 장월중선 선생께 판소리 사사.
- 故 김준섭 선생께 판소리 사사.
- 故 박봉술 선생께 판소리 사사.
- 故 강도근 선생께 판소리 사사.
- 故 김상룡 선생께 판소리 사사.
- 故 김소희 선생께 판소리 사사.

## 경력
- 1963 아세아민속예술제 창악부 최우수상(서울특별시장상) 수상.
- 1963 남원춘향제 전국명창대회 신인부 최우수상(교통부장관상) 수상.
- 1975 판소리(춘향가:김소희) 전수생 등록.
- 1976 중앙국립창극단 입단.
- 1977 남원춘향제 명창부 최우수상 수상.
- 1980 홍콩아시아예술제 참가.
- 1980.12. 31 국가무형문화재 제5호 판소리 이수자 선정
- 1986 제22회 백상예술대상 연기부문 특별상 수상.
- 1987 유럽예술제 초청공연, 일본 TOGA페스티벌 초청공연.
- 1988 일본 연극페스티벌 초청공연, 헝가리 무역사절단원으로 판소리 공연, 뉴욕 째즈페스티벌 초청 판소리 공연.
- 1989. 헝가리수교 동구권 순회공연.
- 1990. 일본 황실초청 공연(일본 국립극장), 러시아 순회공연.
- 1991. 일본 후쿠오카 아시아예술제째즈페스티벌 초청공연.
- 1992. 9. 1 국가무형문화재 제5호 판소리 전수교육조교 선정.
- 1994. 신영희 국악인생 40년 공연.
- 2013. 03 ~ 국가무형문화재 제5호 판소리(춘향가) 예능보유자 지정.

## 방송
- 1987년 KBS2 《쇼 비디오 자키》 "쓰리랑 부부"
- 1998년 KBS2 《TV는 사랑을 싣고》
- 2018년 KBS1 《아침마당》
- 2021년 MBN 《조선판스타》

## 상훈
- 1963년 아세아민속예술제 창악부 최우수상
- 1977년 남원 춘향제 명창부 최우수상
- 1986년 제22회 백상예술대상 연기부문 특별상
- 1997년 한국문화예술진흥원 국악공로상
- 1999년 한국방송대상 국악인상
- 2005년 우리것보존협회 자랑스러운 명인 판소리부문 대상
- 2005년 한국예술실연자대상 국악부문
- 2005년 화관문화훈장
- 2007년 한국국악협회 국악대상
- 2015년 제25회 동리대상
- 2019년 제26회 방일영국악상
- 2021년 UN Peace Ambassador 수상

## 같이 보기
- 김소희
- 조상현
- 성창순
- 오정숙
- 조수황
- 판소리
- 춘향가
- 국악
- 마스터엔터테인먼트[2]

## 참고 자료
- 네이버 - 인물정보(신영희)

- 한국 판소리 보존회
- 마스터엔터테인먼트